# Nathan Patterson
Nathan Kenneth Patterson (* 16. října 2001) je skotský profesionální fotbalista, který hraje na pozici pravého obránce za anglický klub Everton FC a skotský národní tým.

## Klubová kariéra

### Rangers
Svůj debut za Rangers si odbyl 17. ledna 2020 v zápase Skotského poháru proti Stranraeru na Ibrox Stadium. V lize debutoval 22. srpna 2020 proti Kilmarnocku, když nastoupil jako střídající hráč v 86. minutě při výhře 2:0.
Patterson debutoval v evropských pohárech 10. prosince 2020, kdy nastoupil při venkovní výhře 2:0 nad polským týmem Lech Poznań. Svůj první gól za klub vstřelil 25. února 2021 v zápase Evropské ligy UEFA proti Royalu Antverpy, když skóroval 16,6 sekundy poté, co nastoupil jako náhradník ve druhém poločase. Patterson hrál pravidelně za Rangers v pozdější části sezóny 2020/21, kdy vyhráli titul, a také zaskakoval za zraněného Jamese Taverniera, dokud nebyl suspendován za porušení pravidel pandemie koronaviru.

### Everton
Dne 4. ledna 2022 podepsal Patterson s Evertonem smlouvu na pět a půl roku. Přestupová částka nebyla oficiálně zveřejněna, i když se věřilo, že se pohybovala kolem 11 milionů liber včetně bonusů. Brzy poté, co v klubu skončil manažer Rafael Benítez, se Pattersonovi v Evertonu přestalo dařit, protože zpočátku hrál spíše za tým do 23 let než za první tým. Tento trend pokračoval po celou sezónu Premier League 2021/2022, přičemž Patterson se v Premier League neobjevil ani jednou v nominaci na zápas, přestože klub do hráče stále vkládal velké naděje. Tyto omezené příležitosti pro Pattersona byly až do dubna způsobeny tím, že tým chtěl dát Pattersonovi čas, aby se přizpůsobil tempu Premier League, než mu dopřeje plnohodnotný debut. Patterson však od 10. dubna nemohl hrát kvůli zranění kotníku, které utrpěl na posledním tréninku Evertonu před zápasem s West Hamem 3. dubna. Toto zranění kotníku si vyžádalo operaci a vyřadilo Pattersona ze hry pro zbytek sezóny.
Patterson byl jmenován do všech čtyř přípravných zápasů Evertonu před začátkem sezóny 2022/23. Během předsezónní přípravy si připsal celkem dvě asistence, obě v zápase proti Blackpoolu (na gól Vitalije Mykolenka v 6. minutě a gól Dele Alliho v 64. minutě). Pattersonovy dobré výkony v předsezónní přípravě mu vynesly pochvalu jak od jeho manažera, tak od bývalých fotbalistů.

## Reprezentační kariéra
Patterson reprezentoval Skotsko na různých mládežnických úrovních až do reprezentace do 21 let. Do seniorského národního týmu byl poprvé nominován v květnu 2021 před odloženým turnajem Mistrovství Evropy ve fotbale 2020. Patterson debutoval na mezinárodní scéně v přátelském utkání proti Lucembursku, během Eura si zahrál proti Chorvatsku v Hampden Parku nastoupil z lavičky a svůj první start v základní sestavě si připsal v září téhož roku proti Moldavsku během kvalifikace na Mistrovství světa ve fotbale 2022. Dne 12. listopadu 2021 vstřelil Patterson první mezinárodní gól, když otevřel skóre při důležité výhře 2:0 na hřišti Moldavska a poté připravil druhý gól Ché Adamsovi. Díky tomuto vítězství se Skotsko kvalifikovalo do play-off mistrovství světa.

## Osobní život
V únoru 2021 byl Patterson jedním z pěti hráčů Rangers, kteří dostali pokutu od skotské policie "za účast na nelegálním shromáždění 10 lidí v bytě" v rozporu s pravidly lockdownu během pandemie koronaviru. Patterson a ostatní hráči dostali od Skotské fotbalové asociace za porušení pravidel zákaz činnosti na šest zápasů, i když část trestu byla podmíněně odložena.

## Statistiky

### Klubové
Platí k zápasu hranému 30. ledna 2024.
| Klub              | Sezóna            | Liga                 | Liga   | Liga | Národní pohár | Národní pohár | Ligový pohár | Ligový pohár | Ostatní | Ostatní | Celkově | Celkově |
| Klub              | Sezóna            | Soutěž               | Zápasy | Góly | Zápasy        | Góly          | Zápasy       | Góly         | Zápasy  | Góly    | Zápasy  | Góly    |
| ----------------- | ----------------- | -------------------- | ------ | ---- | ------------- | ------------- | ------------ | ------------ | ------- | ------- | ------- | ------- |
| Rangers           | 2019/20           | Scottish Premiership | 0      | 0    | 1             | 0             | 0            | 0            | 1       | 0       | 2       | 0       |
| Rangers           | 2020/21           | Scottish Premiership | 7      | 0    | 2             | 1             | 0            | 0            | 5       | 1       | 14      | 2       |
| Rangers           | 2021/22           | Scottish Premiership | 6      | 0    | 0             | 0             | 2            | 0            | 3       | 0       | 11      | 0       |
| Rangers           | Celkově           | Celkově              | 13     | 0    | 3             | 1             | 2            | 0            | 9       | 1       | 27      | 2       |
| Rangers B         | 2019/20           | —                    | —      | —    | —             | —             | —            | —            | 6       | 0       | 6       | 0       |
| Everton           | 2021/22           | Premier League       | 0      | 0    | 1             | 0             | 0            | 0            | —       | —       | 1       | 0       |
| Everton           | 2022/23           | Premier League       | 19     | 0    | 0             | 0             | 2            | 0            | —       | —       | 21      | 0       |
| Everton           | 2023/24           | Premier League       | 19     | 0    | 2             | 0             | 4            | 0            | —       | —       | 25      | 0       |
| Everton           | Celkově           | Celkově              | 38     | 0    | 3             | 0             | 6            | 0            | —       | —       | 47      | 0       |
| Celkově v kariéře | Celkově v kariéře | Celkově v kariéře    | 51     | 0    | 6             | 1             | 8            | 0            | 15      | 1       | 80      | 2       |

### Reprezentační
Platí k zápasu hranému 26. března 2024.
| Národní tým | Rok     | Zápasy | Góly |
| ----------- | ------- | ------ | ---- |
| Skotsko     | 2021    | 6      | 1    |
| Skotsko     | 2022    | 5      | 0    |
| Skotsko     | 2023    | 8      | 0    |
| Skotsko     | 2024    | 2      | 0    |
| Celkově     | Celkově | 21     | 1    |

#### Reprezentační góly
Skóre a výsledky Skotska jsou vždy zapsány jako první. Góly Nathana Pattersona jsou zvýrazněny.
| Gól | Datum              | Místo                              | Zápas | Soupeř    | Skóre | Výsledek | Soutěž                                           |
| --- | ------------------ | ---------------------------------- | ----- | --------- | ----- | -------- | ------------------------------------------------ |
| 1.  | 12. listopadu 2021 | Zimbru Stadium, Kišiněv, Moldavsko | 6.    | Moldavsko | 1:0   | 2:0      | Kvalifikace na Mistrovství světa ve fotbale 2022 |

## Úspěchy
Rangers
- Scottish Premiership: 2020/21